# Včelákova Lhota
Včelákova Lhota je malá vesnice ve středních Čechách, část města Sedlec-Prčice v okrese Příbram ve Středočeském kraji. V roce 2011 zde trvale žili dva obyvatelé.

## Historie
První písemná zmínka o vesnici pochází z roku 1469. Ve vesnici je částečně zachována původní lidová architektura. Nachází se zde botanická zahrada.

## Obyvatelstvo
| Rok            | 1869 | 1880 | 1890 | 1900 | 1910 | 1921 | 1930 | 1950 | 1961 | 1970 | 1980 | 1991 | 2001 | 2011 | 2021 |
| -------------- | ---- | ---- | ---- | ---- | ---- | ---- | ---- | ---- | ---- | ---- | ---- | ---- | ---- | ---- | ---- |
| Počet obyvatel | 64   | 60   | 66   | 54   | 45   | 45   | 38   | 35   | 32   | 25   | 10   | 5    | 5    | 2    | 2    |
| Počet domů     | 9    | 9    | 9    | 9    | 8    | 8    | 7    | 7    | 7    | 6    | 5    | 7    | 6    | 8    | 8    |

## Obecní správa
Při sčítání lidu v letech 1850–1899 Včelákova Lhota byla osadou obce Jetřichovice v okrese Sedlčany. V letech 1900–1979 byla osadou obce Vrchotice, se kterými patřil nejprve do okresu Sedlčany, ale od roku 1960 v okrese Benešov. Od 1. ledna 1980 je částí města Sedlec-Prčice v okrese Benešov. Od 1. ledna 2007 vesnice přešla spolu s městem Sedlec-Prčice z okresu Benešov do okresu Příbram.

## Pamětihodnosti
- Usedlost čp. 1

## Galerie

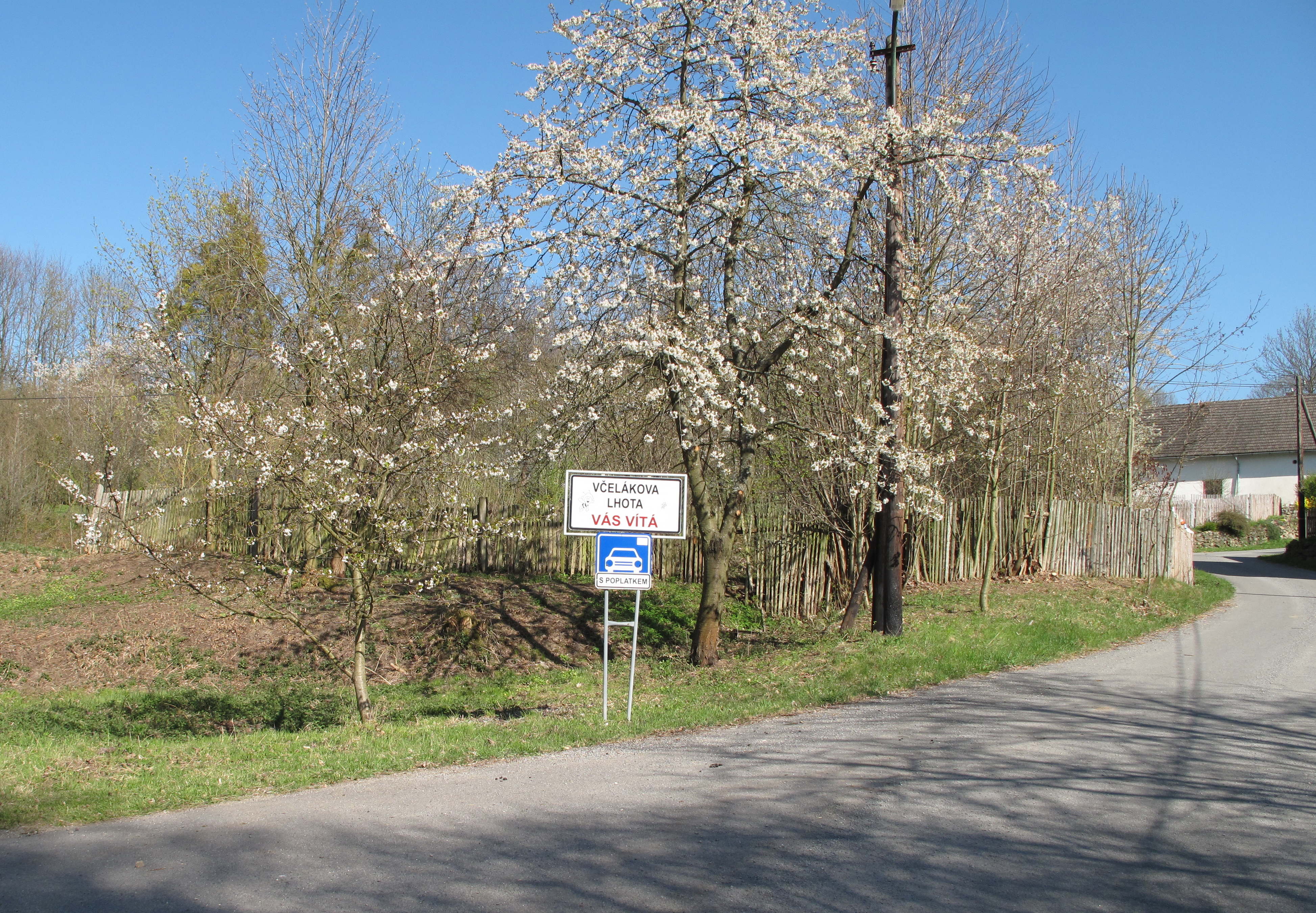
Informační cedule začátek vsi
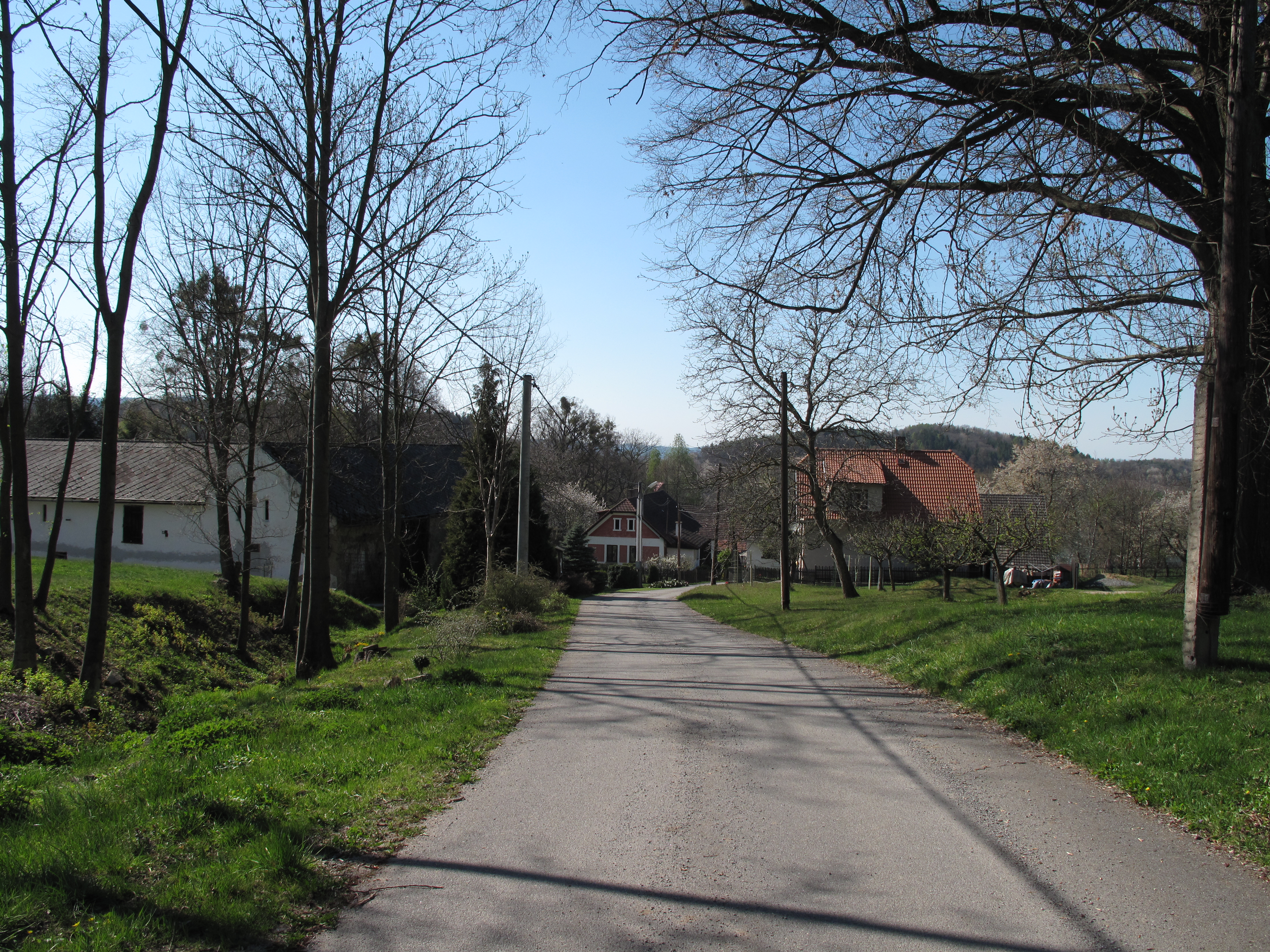
Cesta
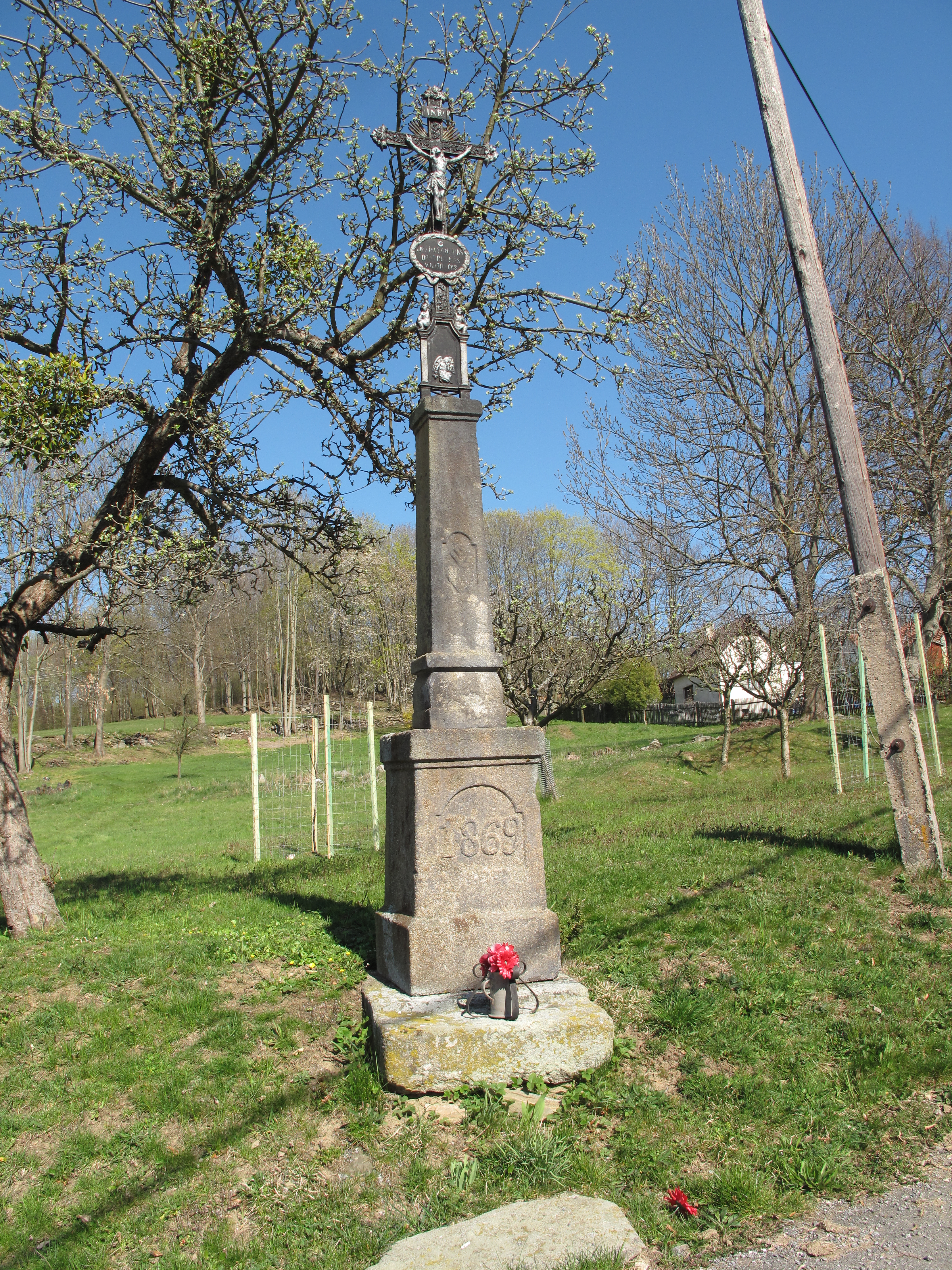
Křížek u cesty